# Lyrics: 1962 - 1985
Lyrics: 1962 - 1985 är en bok utgiven 1989, som innehåller texter till alla Bob Dylan-låtar mellan 1962 och 1985. Boken innehåller även noter, samt texter till låtar som aldrig släppts på skiva, samt några målningar och teckningar.